# Comuna de Biały Bór
Biały Bór (polaco: Gmina Biały Bór) é uma gminy (comuna) na Polónia, na voivodia de Pomerânia Ocidental e no condado de Szczecinecki.
De acordo com os censos de 2005, a comuna tem 5,176 habitantes, com uma densidade 19,2 hab/km².

## Área
Estende-se por uma área de 270,23 km².